# Деа Диа
Деа Диа — богиня фертильности (плодовитости) и роста в древнеримской религии. Иногда (особенно такие представления были распространены в XIX веке) её объединяли с Церерой, а порою — с Деметрой, её греческим эквивалентом, или другими божествами.

## Культ
Деа Диа поклонялись во время Амбарвалии, праздника в честь Цереры. Ежегодно в мае, редко в начале июня, её жрецы, арвальские братья, проводили в честь богини трёхдневные празднества, причём первый день был подготовительным. Их храм находился за пределами Рима, в небольшом лесу на правом берегу Тибра. В жертву приносился скот: поросята, коровы, овцы. Пели песню, слова которой уже в республиканский период были непонятны. У входа в храм бросали горшки. Проводились трапеза и скачки. Использование железных предметов при отправлении культа не допускалось.
Культ богини относится к раннему римскому периоду. При Августе он был коренным образом преобразован.
В 1570 году доски с записанным на них архивом арвальских братьев были обнаружены. Затем раскопки в этом месте проводились в 1699, 1866 и 1871 годах.